# Dicklippiger Fadenfisch
Der Dicklippige oder Wulstlippige Fadenfisch (Trichogaster labiosa, Syn.: Colisa labiosa Colisa labiosus, Trichogaster labiosus) ist ein Labyrinthfisch aus Südasien und zugleich der südöstlichste Vertreter der „Westlichen Fadenfische“.

## Merkmale
Die Bezeichnung als „dicklippig“ (lateinisch labiosus) gibt keinen signifikanten Hinweis auf das Aussehen des Dicklippigen Fadenfischs. Seine Lippen sind nicht deutlicher ausgeprägt als bei dem nahe verwandten, etwas „bulliger“ wirkenden Gestreiften Fadenfisch (Trichogaster fasciata). Und tatsächlich sind diese beiden Arten auf den ersten Blick kaum zu unterscheiden. Die gestreckte Körperform ist beinahe identisch; Trichogaster labiosa ist proportional nur wenig höher als lang gegenüber Trichogaster fasciata. Dafür bleiben Männchen des Dicklippigen Fadenfischs mit einer Gesamtlänge von rund acht Zentimeter deutlich kleiner als männliche Vertreter der Schwesterart (bis zwölf Zentimeter).
Beide Arten verfügen über eine grünliche bis ockerbraune Grundfärbung der Weibchen beziehungsweise über eine rotbraune bei den Männchen. Identisch sind auch zwei von Auge zu Auge reichende Kinnbänder und zehn bis zwölf schräge Vertikalbänder, die je nach Stimmung in verschieden intensiven Blautönen glänzen. Auch über ein vom Kiemenbereich bis zum Ansatz der Schwanzflosse reichendes dunkles Längsband, kräftig ausgeprägt oder auf Punkte reduziert, verfügen beide Arten. Aber es gibt auch deutliche Unterscheidungsmerkmale: Bei männlichen Trichogaster labiosa ist die Afterflosse gerundet (bei Trichogaster fasciata spitz auslaufend) und im Bereich der Hartstrahlen gelb, leicht orangerot oder selten auch weiß gesäumt (bei Trichogaster fasciata rot). Darüber hinaus tragen männliche Gestreifte Fadenfische eine tief rotbraune Grundfarbe, während sie beim Dicklippigen Fadenfisch dunkelbraun bis fast schwarz werden kann.
Flossenformel: Dorsale XV–XVIII/8–10, Anale XVI–XVIII/17–20.

## Ökologie
Das Typusexemplar stammt aus dem Mittellauf des Irawadi im heutigen Myanmar (früher Burma). In Myanmar liegt auch das Hauptverbreitungsgebiet und zwar südlich bis Rangoon und im Osten bis in den Shan-Staat. Der Dicklippige Fadenfisch ist damit der am weitesten südöstlich vorkommende Vertreter der Gattung Trichogaster. Vorkommen im indischen Bundesstaat Manipur sind erst seit 2005 dokumentiert.
Als Kulturfolger hat der Dicklippige Fadenfisch seine ursprünglichen Lebensräume, die ruhigen Nebenarme von Flüssen und Überschwemmungsgebiete längst auf Reisanbauflächen und deren Bewässerungssysteme ausgeweitet. Vermutlich ist dies auch der Grund für seine relativ weite Verbreitung innerhalb Myanmars.

## Fortpflanzung
Wie alle vier Arten der „Westlichen Fadenfische“ verteidigen geschlechtsreife Männchen ein Brutrevier, in dem an oder unter Vegetation ein großes Schaumnest errichtet wird. Unter diesem Nest wird mit einem durch lange und heftige Balz angelockten Weibchen gelaicht. Die Brutpflege erfolgt ausschließlich durch das Männchen (Vaterfamilie). Aus den Eiern schlüpfen nach 24 bis 36 Stunden sehr kleine Larven, die nach zwei bis vier Tagen freischwimmen (Details siehe unter Fadenfische).

## Bedeutung für den Menschen
Mit Salz konserviert, getrocknet und lebend werden Dicklippige Fadenfische auf allen Märkten in Myanmar angeboten. Die Art ist ein überwiegend unter Labyrinthfischspezialisten verbreiteter Aquarienfisch, der kaum im Tierhandel auftaucht. Häufiger werden eine erythristische und eine xanthoristische Zuchtform angeboten. Die Ersteinfuhr nach Deutschland erfolgte 1904 durch den Tierhändler Stüve nach Hamburg.

## Systematik
Der britische Ichthyologe Francis Day (1829–1889) beschrieb den Dicklippigen Fadenfisch 1877 als Trichogaster labiosus. Seitdem wurde der Artstatus immer wieder bezweifelt und der Dicklippige Fadenfisch mehrfach in die Synonymität zu Trichogaster fasciata gestellt. Anlass waren das sehr ähnliche Aussehen, zoogeographische Aspekte und die Tatsache, dass die Kreuzung beider Arten zu fertilen Bastarden führt. Fortpflanzungsfähige Artbastarde sind bei Fischen aber kein fixes Artkriterium, sondern kommen selbst in der Natur regelmäßig vor (beispielsweise unter Karpfenfischen oder den Buntbarschen in den ostafrikanischen Seen).
Heute gilt der Dicklippige Fadenfisch als valide Art. Der Gattungsname stammt aus den Indischen, der Artname bedeutet: mit ausgeprägten Lippen. Die korrekte Schreibweise in der wissenschaftlichen Literatur ist Trichogaster labiosa, da der latinisierte Gattungsname Trichogaster wie das Artepitheton labiosa feminin ist.